# Отрушевець
Отрушевець (хорв. Otruševec) — населений пункт у Хорватії, у Загребській жупанії у складі міста Самобор.

## Населення
Населення за даними перепису 2011 року становило 303 осіб.
Динаміка чисельності населення поселення:

## Клімат
Середня річна температура становить 10,61 °C, середня максимальна – 25,20 °C, а середня мінімальна – -6,25 °C. Середня річна кількість опадів – 943 мм.
| Клімат поселення                              | Клімат поселення | Клімат поселення | Клімат поселення | Клімат поселення | Клімат поселення | Клімат поселення | Клімат поселення | Клімат поселення | Клімат поселення | Клімат поселення | Клімат поселення | Клімат поселення | Клімат поселення |
| Показник                                      | Січ.             | Лют.             | Бер.             | Квіт.            | Трав.            | Черв.            | Лип.             | Серп.            | Вер.             | Жовт.            | Лист.            | Груд.            |                  |
| Середній максимум, °C                         | 6,05             | 8,04             | 12,48            | 17,02            | 21,98            | 25,20            | 24,59            | 23,75            | 19,78            | 14,80            | 8,74             | 4,96             |                  |
| Середня температура, °C                       | −0,11            | 1,90             | 6,36             | 10,87            | 15,84            | 19,04            | 20,73            | 19,90            | 15,92            | 10,94            | 4,89             | 1,10             |                  |
| Середній мінімум, °C                          | −6,25            | −4,25            | 0,19             | 4,73             | 9,70             | 12,89            | 16,88            | 16,03            | 12,06            | 7,07             | 1,03             | −2,78            |                  |
| Норма опадів, мм                              | 51               | 49               | 63               | 68               | 80               | 103              | 88               | 93               | 94               | 93               | 93               | 68               |                  |
| Середньомісячна швидкість вітру, м/с          | 1.60             | 1.80             | 2.20             | 2.10             | 1.98             | 1.80             | 1.70             | 1.60             | 1.50             | 1.60             | 1.67             | 1.61             |                  |
| Середньомісячна сонячна радіація, кДж/м²·день | 4104             | 6843             | 10433            | 14899            | 18982            | 20843            | 21790            | 18866            | 13955            | 8602             | 4514             | 3313             |                  |
| --------------------------------------------- | ---------------- | ---------------- | ---------------- | ---------------- | ---------------- | ---------------- | ---------------- | ---------------- | ---------------- | ---------------- | ---------------- | ---------------- | ---------------- |
| Джерело:                                      |                  |                  |                  |                  |                  |                  |                  |                  |                  |                  |                  |                  |                  |